# هانس-والنتین هوبه
هانس والنتین هوبه (به آلمانی: Hans-Valentin Hube) (۲۹ اکتبر ۱۸۹۰ - ۲۱ آوریل ۱۹۴۴) نظامی بلندپایه آلمانی در دوره رایش آلمان بود که در فرماندهی یگان‌های زرهی مختلفی را در جریان جنگ جهانی دوم بر عهده داشت. او با نشان دادن مهارت در رزم‌گاه‌ها جزو یکی از تنها ۲۷ تنی بود که نشان صلیب شوالیه صلیب آهنین با برگ‌های بلوط، شمشیرها و الماس‌ها را دریافت کردند.

## سال‌های اولیه
هانس-والنتین هوبه روز ۲۹ اکتبر سال ۱۸۹۰ در ناومبورگ زاده شد. سال ۱۹۰۹ به عنوان افسر دانشجو به نیروی زمینی امپراتوری آلمان پیوست و سال بعد با درجه ستوان دوم در هنگ ۲۶ پیاده‌نظام به سلک افسران درآمد.

## جنگ جهانی اول
هوبه هنگام آغاز جنگ جهانی اول فرمانده یک دسته بود. در عرض چند روز به عنوان آجودان یک گردان در جبهه غربی برگزیده شد. تنها حدود یک ماه بعد در درگیری‌های ناحیه فونتنه به شدت زخم برداشت و دست چپش را از دست داد. به عنوان سربازی با اراده مصمم ماه ژانویه سال ۱۹۱۶ مافوق‌ها را راضی به بازگشت خود به خط مقدم کرد. با درجه ستوان یکم فرمانده گروهان ۷ در هنگ ۲۶ پیاده‌نظام شد. همان سال به ستاد سپاه ۴ منتقل گردید. تا پایان سال مجددا به عنوان آجودان به هنگ پیشین خود بازگشت. در ادامه در چند جایگاه ستادی دیگر قرار گرفت. اواخر جنگ به جهت شکست دادن یک تهاجم نیروهای بریتانیایی با پشتیبانی تانک، برای دریافت نشان عالی پور لو مریت معرفی شد اما پیش از تایید آن جنگ به پایان رسید. در این هنگام سروان بود.

## رایشسور
هوبه درحالی‌که دچار معلولیت بود اما آمادگی جسمانی بالایی داشت؛ بدین سبب پس از جنگ ماه اکتبر سال ۱۹۱۹ در رایشسور، نیروهای مسلح جدید آلمان، مورد پذیرش قرار گرفت. مدتی فرمانده یک گروهان بود. به هر صورت با وجود توانمندی و انرژی بالا، شمار اندک ۴٬۰۰۰ افسر موجود در این نیرو موجب کندی ارتقا می‌شد. بدین ترتیب سال ۱۹۳۲ در جایگاه فرماندهی گردان ۱ هنگ ۳ پیاده‌نظام به درجه سرگردی ترفیع گرفت.

## ورماخت
سال ۱۹۳۴ به درجه سرهنگ دومی ترفیع یافت و فرمانده یک گردان موتوریزه ویژه آزمایشی شد. در رزمایش تابستانه مهارت خود و قابلیت این نیرو را به نمایش گذاشت. روز ۱ مه سال ۱۹۳۵ به فرماندهی دانشکده پیاده‌نظام دوبرنیتس برگزیده شد. در این هنگام کتابی دو جلدی با عنوان سرباز پیاده‌نظام (Der Infanterist) نوشت که به یک متن استاندارد آموزشی بدل گشت. ماه اکتبر سال ۱۹۳۵ به فرمانده نظامی دهکده المپیک انتخاب و مسئولیت تامین امنیت آن را عهده‌دار شد. هوبه در این جایگاه ملاقات‌های متعددی با صدراعظم آدولف هیتلر که از نزدیک امور المپیک را پیگیری می‌کرد، داشت. عملکرد مناسب ترفیع درجه به سرهنگ تمام در ماه اوت سال ۱۹۳۶ را برای او به ارمغان آورد.

### جنگ جهانی دوم
هوبه با آغاز جنگ جهانی دوم، در نبرد لهستان مشارکت نداشت. ماه اکتبر سال ۱۹۳۹ به فرماندهی هنگ ۳ پیاده‌نظام منصوب گردید. این یگان را در مراحل نخست نبرد فرانسه در سال ۱۹۴۰ هدایت کرد. به هر صورت هوبه از این انتصاب رضایت نداشت و با استفاده از روابط در فرماندهی عالی، روز ۱۵ مه سال ۱۹۴۰ درحالی‌که هنوز سرهنگ بود، فرماندهی لشکر شانزدهم پیاده‌نظام را در دست گرفت. در نظر بود این یگان به لشکر زرهی بدل شود و از پیش بخشی از آن موتوریزه بود. هوبه این لشکر را با مهارت در مابقی کارزار فرانسه رهبری نمود و روز ۱ ژوئن به درجه سرتیپ ترفیع گرفت. این یگان تحت نظارت هوبه، همان سال به لشکر شانزدهم زرهی تبدیل شد. ماه دسامبر با لشکر خود به رومانی رفت تا نیروهای این کشور را آموزش دهد. قرار بود بخشی از تهاجم به یوگسلاوی باشد اما پیروزی آلمانی‌ها به اندازه‌ای سریع حاصل شد که لشکر هوبه درگیری چندانی در آن تجربه نکرد. نیروهای او پیروزمندانه وارد بلگراد شدند و سپس به سیلزی منتقل گشتند.
ترفیع درجات:
- ۱۱ اوت ۱۹۱۰: ستوان دوم
- ۲۵ فوریه ۱۹۱۵: ستوان یکم
- ۲۷ ژانویه ۱۹۱۸: سروان
- ۱ اکتبر ۱۹۳۲: سرگرد
- ۱ ژوئن ۱۹۳۴: سرهنگ دوم
- ۱ اوت ۱۹۳۶: سرهنگ
- ۱ ژوئن ۱۹۴۰: سرتیپ
- ۱ آوریل ۱۹۴۲: سرلشکر
- ۱ اکتبر ۱۹۴۲: سپهبد (ژنرال نیروهای زرهی)
- ۱ آوریل ۱۹۴۴: ارتشبد

لشکر او در جریان عملیات بارباروسا، تهاجم آلمان به شوروی، از ماه ژوئن سال ۱۹۴۱ بخشی از گروه زرهی ۱ در گروه ارتش جنوب بود. هوبه به شکل متمایزی لشکر خود را فرماندهی می‌کرد و توانست در ناحیه استاریا-کونستاتینوف بر نیروهای با برتری عددی دشمن فايق آید و ضدحملات متعدد آن‌ها را دفع کند. پس از شکستن خط دفاعی استالین، روز ۱ اوت سال ۱۹۴۱ نشان عالی صلیب شوالیه صلیب آهنین را دریافت کرد. در نبرد اومان حاضر بود و در نبردهای متعاقب در اوکراین، در انهدام چند ارتش میدانی شوروی در ناحیه کی‌یف مشارکت داشت. در ادامه خود را تا روستوف-نا-دونو رساند و زمستان سال ۱۹۴۱/۱۹۴۲ بخشی از دفاع از خط رود میوس بود. به جهت عملکرد مناسب در نبردهای پیشین در نواحی نیکولایف و کی‌یف روز ۱۶ ژانویه سال ۱۹۴۲ برگ‌های بلوط به صلیب شوالیه او افزوده شد. هوبه روز ۱ آوریل سال ۱۹۴۲ به درجه سرلشکری ترفیع گرفت و در نبرد دوم خارکوف جنگید. قابلیت‌های او به اندازه‌ای برای فرماندهی جشمگیر بود که تنها شش ماه بعد در روز ۱ اکتبر سال ۱۹۴۲ به درجه سپهبد (ژنرال نیروهای زرهی) نیز ترفیع گرفت. فرماندهی سپاه ۱۴ زرهی در ناحیه استالینگراد به او سپرده شد. در جریان نبرد استالینگراد با نیروهایش به محاصره دشمن افتاد. روز ۲۱ دسامبر سال ۱۹۴۲ شمشیرهای صلیب شوالیه به جهت فرماندهی سپاه در تهاجم به سمت رود ولگا در شمال استالینگراد به او اعطا گردید. برای شرکت در مراسم اعطای نشان با هواپیما از محاصره خارج شد اما بلافاصله پس از مراسم مجددا به درون محاصره بازگشت. با وجود این که قصد داشت در کنار سربازانش بماند، روز ۱۸ ژانویه سال ۱۹۴۳ دستور به خروج هوایی از محاصره گرفت. هوبه در ابتدا از اطاعت از این فرمان خودداری و اعلام کرد در کنار نیروهای خود خواهد ماند. گفته می‌شود هیتلر چهار تن از محافظان اس‌اس خود را با هواپیمای مخصوصی به درون محاصره فرستاد و هوبه و چهار تن از اعضای ستاد او را با تهدید اسلحه از منطقه محاصره خارج کرد. هوبه به‌شکل بی‌فایده‌ای از هیتلر خواست ارتش ششم اقدام به خروج از محاصره کند اما سپاه زرهی او در نهایت با سقوط این ناحیه منهدم شد.

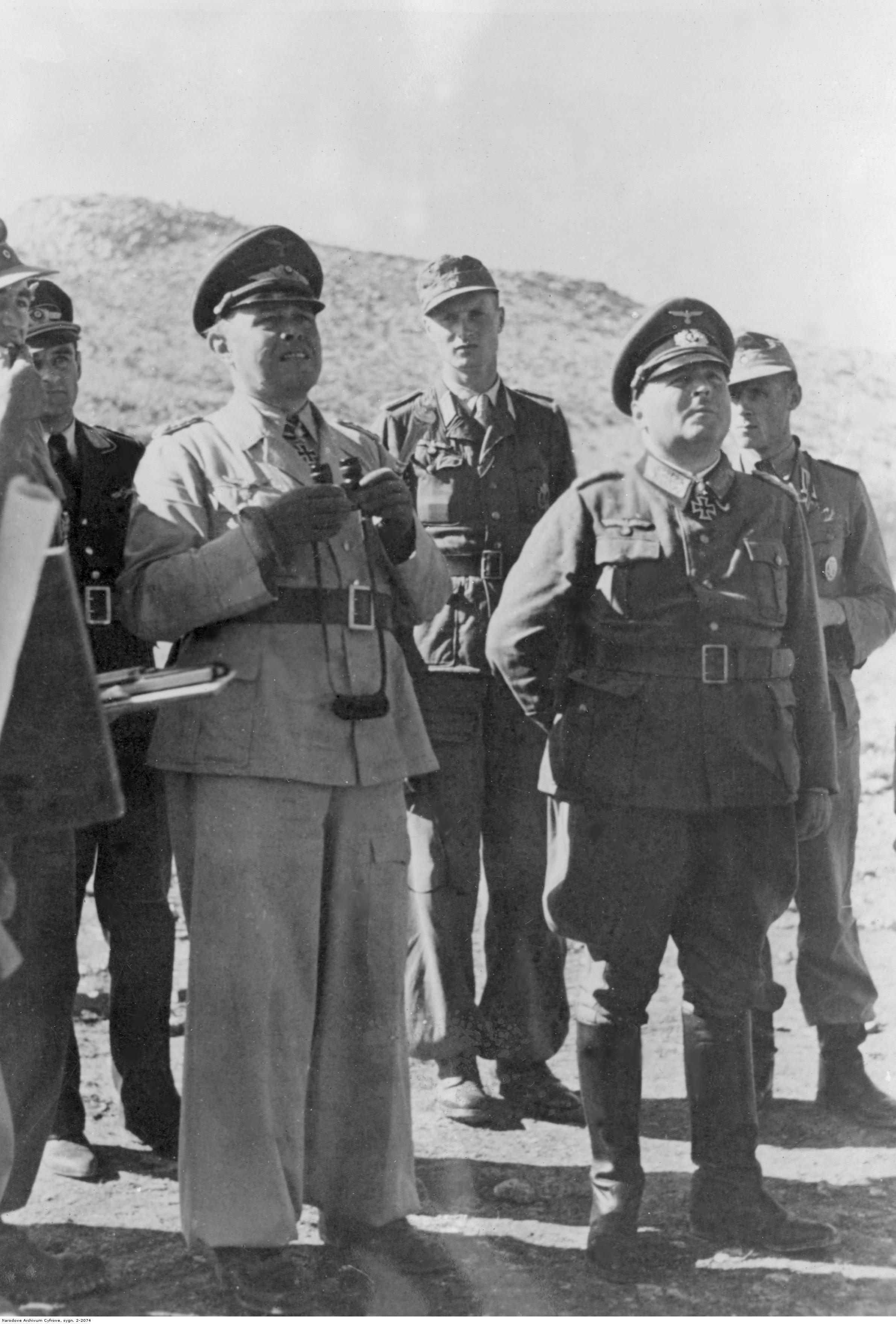
کنار فیلدمارشال آلبرت کسلرینگ، ایتالیا، نوامبر ۱۹۴۳

هوبه ماه مارس سال ۱۹۴۳ مسئول باز تشکیل سپاه ۱۴ زرهی شد که در دفاع از سیسیل به‌کار رفت. هوبه از ماه ژوئیه فرمانده تمامی نیروهای زمینی و ضدهوایی در جزیره سیسیل بود. او با چهار لشکر ضعیف در برابر دوازده لشکر متفقین قرار داشت. نبرد سختی با دشمن صورت داد و تلفات سنگینی به آن‌ها وارد کرد. با وجود برتری هوایی و دریایی دشمن توانست با موفقیت یگان‌های باقی‌مانده خود را از جزیره از طریق تنگه مسینا به بدنه اصلی خاک ایتالیا عقب بکشد. او خود با یکی از آخرین قایق‌ها جزیره را ترک کرد. ماه سپتامبر نبرد دفاعی مشابهی در مقابل پیاده‌سازی متفقین در سالرنو به نمایش گذاشت. به هر صورت برتری عددی قوای دشمن در هر زمینه باعث فائق آمدن آن‌ها شد و هوبه نتوانست سر ساحل را منهدم کند.
پس از آن که مدت کوتاهی به صورت موقت ارتش دهم را فرماندهی کرد، ماه نوامبر سال ۱۹۴۳ به جبهه شرقی بازگشت تا ارتش یکم زرهی را در جناح شمالی گروه ارتش جنوب در ناحیه در خطر خم رود دنیپر فرماندهی کند. ماه مارس سال ۱۹۴۴ رخنه عمیق نیروهای دشمن از شمال و جنوب ارتش او را در ۸۰ کیلومتری پشت خط مقدم به محاصره انداخت. او قصد داشت رو به جنوب محاصره را بشکند اما فیلدمارشال اریش فون مانشتاین، فرمانده گروه ارتش، روز ۲۶ مارس دستور به حرکت به سمت غرب داد تا با کمک حمله ارتش چهارم زرهی از بیرون، خود را برهاند. هوبه با یورش به سمت غرب دشمن را غافلگیر کرد و توانست ۷۰۰ خودروی زرهی آن را از بین ببرد. در نهایت روز ۶ آوریل به نیروهای ارتش چهارم زرهی متصل شد و تا سه روز بعد تمامی نیروهای خود را از محاصره خارج کرد. در همین حین روز ۱ آوریل سال ۱۹۴۴ به درجه ارتشبد ترفیع گرفت. به جهت این دستاورد بزرگ الماس‌های صلیب شوالیه را در مراسمی در روز ۲۰ آوریل سال ۱۹۴۴ در اوبرزالتسبرگ از شخص هیتلر دریافت کرد.

## مرگ

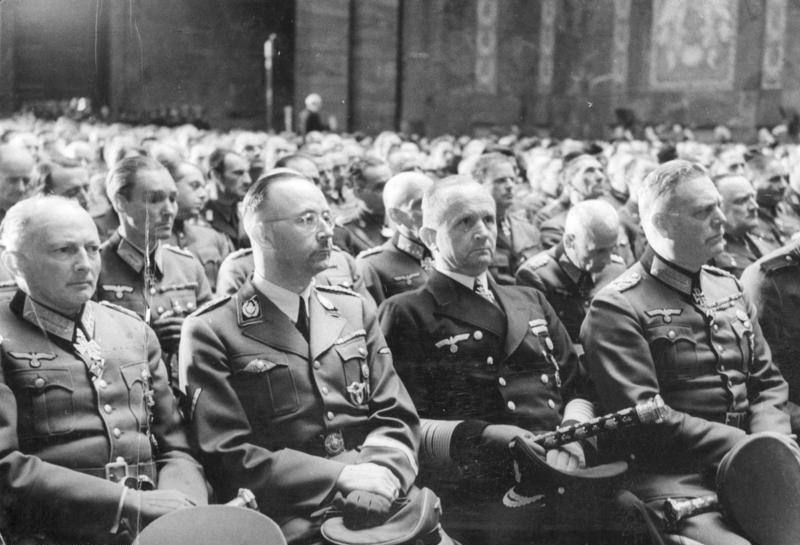
فرماندهان ارشد نظامی در مراسم خاکسپاری هوبه

هوبه به عنوان جانشین سپهبد فردینانت شورنر در فرماندهی گروه ارتش جنوب اوکراین در نظر بود. با این وجود روز بعد در حال بازگشت به برلین سوار بر هواگرد هاینکل هائی ۱۱۱ دچار سانحه و با سقوط آن به شدت مجروح شد. ارتشبد هانس-والنتین هوبه در نهایت همان روز ۲۱ آوریل سال ۱۹۴۴ در بیمارستان جان باخت و با تشریفات نظامی کامل در گورستان اینولیت برلین دفن شد. گفته می‌شود هیتلر او را «یکی از سه فرمانده برتر» جنگ جهانی دوم توصیف کرده است.